# Wat is Kunst?
Wat is Kunst? is een Nederlandstalige single van de Belgische band Noordkaap uit 1992.
Het tweede nummer op deze single was Handen omhoog (4:58).
Het liedje verscheen op het album Een heel klein beetje oorlog uit 1992.

## Meewerkende artiesten
- Producer: 
  - Wouter Van Belle
- Muzikanten:
  - Eric Sterckx (basgitaar)
  - Lars Van Bambost (gitaar)
  - Nico Van Calster (drums, percussie)
  - Stijn Meuris (Zang)
  - Beverly Jo Scott (Backing vocals)
  - Wouter Van Belle (keyboards)
  - Ad Cominotto (accordeon)
  - Hans Francken (klavier)
  - Mark Thijs (mondharmonica)
  - Patrick Riguelle (backing vocals)